# بين ارين
بين ارين (بالإنجليزية: Ben Warren)‏ هو لاعب كرة قدم بريطاني (وحمل سابقاً جنسية المملكة المتحدة لبريطانيا العظمى وأيرلندا) في مركز نصف الجناح، ولد في 7 مايو 1879 في ديربيشاير في المملكة المتحدة، وتوفي بنفس المكان في 15 يناير 1917 بسبب سل. شارك مع منتخب إنجلترا لكرة القدم. أما مع النوادي، فقد لعب مع تشيلسي وديربي كاونتي.

## وصلات خارجية
- بين ارين على موقع قاعدة بيانات كرة القدم.إي يو (الإنجليزية)
- بين ارين على موقع ناشيونال فوتبول تيمز (الإنجليزية)